# Amozoc
Amozoc de Mota es una ciudad mexicana cabecera del municipio de Amozoc, en el estado de Puebla. Esta población se encuentra situada a 18 kilómetros al oriente de la ciudad de Puebla, forma parte del área metropolitana de ésta, ubicándose en la parte central del Estado de Puebla.
La ciudad se ubica a una altitud de 2331 metros sobre el nivel del mar. Tiene una superficie de 183.70 kilómetros cuadrados que lo ubica en el lugar 70 con respecto a los demás municipios del estado.
Amozoc se encuentra limitado por: 
- Al norte los municipios de Puebla y Tepatlaxco
- Al sur el municipio de Cuautinchan
- Al oriente los municipios de Tepatlaxco y Acajete
- Al poniente el municipio de Puebla.

De acuerdo con datos del Censo de Población y Vivienda 2020  del Instituto Nacional de Estadística y Geografía (INEGI), en el municipio de Amozoc, localizado en la región de Amozoc, habitan un total de 125,876 personas, de las cuales el 48.80% son hombres y el 51.20% mujeres.
En la cabecera municipal habitan un total de 95,322 personas y el resto, en localidades de diversos tamaños.
Respecto a la distribución de la población por grupos de edad, esta se encuentra compuesta de la siguiente manera: existe un total de 27,808 personas de 0 a 11 años; 2,695 personas de 12 años; 12,335 personas de 13 a 17 años; 26,939 personas de 18 a 29 años; 46,320 personas de 30 a 59 años y 9,245 personas de 60 años y más.
En cuanto a la distribución por sexo, habitan un total de 6,107 niñas de 10 a 14 años, así como 6,150 mujeres adolescentes de 15 a 19 años.

## Etnicidad
En Amozoc habitan un total de 2,566 personas  (3 años y más) hablantes de alguna lengua indígena de las cuales, 21 no hablan español. De igual forma 3,761 personas se consideran afromexicanas, negras o afrodescendientes. 

## Contexto geográfico
Está situada a 2.331 m de altitud, en el valle que se forma entre la sierra de Amozoc y las faldas meridionales del volcán La malinche; Se encuentra situado a 18 kilómetros hacia el oriente de la ciudad de Puebla.

## Vegetación
Existen bosques de encíno-junípero en la sierra de Amozoc, pastizales con vegetación desértica como cactus, magueyes, uña de gato, etc. y pequeños parches de bosques de pino-encino en la parte norte del municipio, que forma parte del Parque nacional Malintzin.
También en las cercanías a las carreteras y lugares habitados se pueden encontrar un conjunto de vegetación desértica con cosechas.
Como también podemos encontrar climas muy fríos a las cercanías de las faldas de los cerros o laderas.

## Flora y fauna
Entre las especies más representativas del municipio se encuentra encinos (Quercus candicans, Quercus castanea, Quercus crassipes, Quercus glaucoides, Quercus laeta, Quercus laurina, Quercus mexicana , Quercus obtusata y Quercus rugosa), juníperos (juniperus sp.) y pinos (n Pinus hartwegii, P. leiophylla, P. montezumae, P. pseudostrobus y P. teocote) Así como plantas xerófilas de la familia Cactaceae.
En cuanto a la fauna se encuentran alrededor de 200 especies de aves como el águila cola roja, diversas especies de carpinteros y gorriones, por mencionar algunas. Mamíferos medianos y pequeños como roedores (del género peromiscus y Sciurus), conejos (sylvulagus sp.), Zarigüeya (Didelphis virginiana), zorro (Urocyon cineroargenteus), coyote (Canis latrans), mapache (Procyon lotor) y muciélagos (Lasiurus cinereus, Myotis velifer, Dermanura azteca etc.) entre otros.
La herpetofauna está constituida por diversas especies de lagartijas y ranas, principalmente del género sceloporus, phrynosoma, hyla y spea.

## Historia
El poblado se fundó en 1559 justo a la mitad de la distancia entre la hoy Tepeaca y la entonces villa de Puebla de los Ángeles. Los evangelizadores franciscanos construyeron la iglesia y el convento que perduran hasta hoy en día. 
El 18 de septiembre de 1937 ya estaba considerado como una municipalidad del distrito de Tecali y hacia fin de mes cambia su estatus a villa y su nombre a Amozoc de Mota en honor de José Mariano Mota,  quien fue un liberal ascendido en el marco de un ataque de 1,200 hombres, comandados por el jefe reaccionario Ordóñez. Tras esa acción, don José Mariano fue fusilado junto con el jefe político Ambrosio Huerta, defendiendo la causa liberal en el ataque a la plaza de Tecali el 25 de agosto de 1861.

## Ecoturismo
Tanto en las faldas de la Malintzin (al norte del municipio) como en la sierra de Amozoc (en la zona sur) se practica el campismo, senderismo, ciclismo de montaña y otras actividades al aire libre.

## Coordenadas y superficie
Sus coordenadas geográficas son los paralelos 18°0′30″ y 19°12′12″ de latitud norte y los meridianos 97°59′18″ y 98°8′42″ de longitud occidental. Cuenta con una superficie de 183,70 kilómetros cuadrados que lo ubica en el lugar 70 con respecto a los demás municipios del estado.

## Orografía
En el municipio confluyen tres regiones morfológicas, al norte las estribaciones inferiores del Volcán Malintzin, al centro del valle de Tepeaca, y al sur la sierra de Amozoc, es una pequeña extensión de cerros que presenta una orientación de noroeste a sureste desde el cerro de Tepoxuchitl, en las inmediaciones de la Ciudad de Puebla hasta el cerro de la Cruz de Tepeaca.
La Malinche es un volcán apagado cuya cima tiene forma de cresta dentada con varios picos; tiene una altitud de 4,461 metros sobre el nivel del mar, y sus faldas se extienden sobre una gran altiplanicie a 134 kilómetros a su alrededor.
Al sur se localiza la parte occidental de la sierra de Amozoc, donde se destacan los cerros Cuanecho, Grande, Huacatepec, Tecuancale, Taxcayo grande, Taxcayito, La Nopalera, Tlaxcayo, Las Cruces, Tlapanhuetzin, Toltepec, y Tepesita, que alcanzan entre 150 y 250 metros de altura sobre el nivel del valle.
Se identifica en su territorio tres tipos de suelos: litosol, de menos de diez centímetros de espesor sobre roca o tepetate, solo pueden destinarse al pastoreo, se encuentran en la sierra de Amozoc, al sur del municipio. Regosol, muy escasos de nutrientes, es el suelo predominante y cubre el volcán de la Malintzi. Fluvisol, son suelos variables en su fertilidad, ocupando un área reducida al oriente del municipio.

## Actividades económicas
La población económicamente activa del municipio de Amozoc es del 42.3 % y el 55.3% corresponde a la población económicamente inactiva, el 2.4% es indefinido. Las principales actividades económicas de esta región se dividen en tres ramas:
Sector Primario
- Ganadería y agricultura en menor cantidad.
Sector secundario
- Industrias textiles fabricantes de autopartes e industrias mineras que fabrican productos con mármol y ónix.
Sector terciario
- Comercio de la región en distintas épocas del año como lo son la navideña y la de día de muertos.
Se comercian distintos tipos de artesanías como lo son: La talavera, la plateria, la fabricación de artículos de charreria, las figuras navideñas de yeso y barro, la alfarería entre otras actividades.

### Industria
Las actividades industriales más importantes con la que cuenta el municipio son la industria textil, la fabricación de prendas de vestir, elaboración de muebles, la industria química, producción de plásticos y hule, producción de minerales no metálicos, industrias metálicas básicas, maquinaria y equipo electrónico y eléctrico, equipo de transporte.
El municipio cuenta con 1 parque industrial muy importante para la región de la zona centro de la ciudad de Puebla, llamado chachapa el parque industrial anteriormente mencionado se encuentran varias fábricas entre ellas Walker, Kieker, Valeo KSD, Pelzer, PWO, GLM GROUP, que sumistran partes (piezas) a las 2 armadoras qué se encuentran en el estado de Puebla la planta Volkswagen y la planta Audi qué se encuentra en San José Chiapa.
También destacan en el ámbito de la Artesanía nacional la herrería (sobre todo en artesanías para el deporte nacional), (La Charreria), la alfarería, la platería, Talavera,  Figuras navideñas en Barro y yeso. 
De la herrería sobresalen la fabricación de las espuelas, frenos, fustes (sillas para montura  de caballos) herrajes en acero inoxidable e incrustaciones de plata y oro principalmente.
Otros objetos variados de joyería en plata (aretes, pulseras, llaveros, anillos, hebillas, etc.) que son de diseño Amozoquense.
También se encuentran industrias de extracción como caliza, óxido de calcio, basalto y yacimientos de mármol; cabe destacar que se encuentran varias fábricas que se dedican a la venta de mármol de muy diversos colores y formas muy preciados por algunos compradores, los precios de éstos varían, los hay desde los más económicos hasta los de un precio más elevado.
El área de artesanías que incluye alfarería y platería entran más en la clasificación de turismo, teniendo en cuenta que; la alfarería incluye la talavera, figuras navideñas y que estas son distribuidas a nivel nacional.
Todo tipo de artesanías son ampliamente conocidas a nivel nacional e internacional la herrería y su aplicación en el diseño y fabricación de artículos para la charreria.

### Comercio
El sector comercial del municipio, registra un gran movimiento y crecimiento en los últimos 20 años, entre los servicios comerciales que se encuentran son los siguientes: misceláneas, zapaterías, estudios fotográficos, tiendas pequeñas, pastelerías, casas de empeño, bisuterías, variedad de fondas de comida corrida, carnicerías, tiendas para la canasta básica, dulcerías, licorerías, Oxxos, The Italian Coffee, panaderías, restaurantes, pequeños centros comerciales como lo son, Tiendas 3B, Coppel, Elektra, Aurrera, La gran Bodega, Parisina etc.   
También es importante destacar hace unos años atrás, los días miércoles y domingos de cada semana en el centro se instalaba un mercado ambulante o "tianguis" como se les denomina popularmente.
En el cual se vende frutas y verduras de temporada; abarrotes; y todo tipo de productos de la canasta básica.
Actualmente el  mercado o "tianguis" fue reubicado y cuenta con instalaciones y áreas de venta para este propósito.  La derrama económica que esto trae al municipio es importante, ya que los pobladores de municipios colindantes además de sus Juntas Auxiliares visitan el mercado para a hacer sus compras y surtir su canasta básica.

## Monumentos históricos
- Ex-convento de "San Francisco de Asís

Patrimonio histórico del lugar, en él se puede valorar la gran obra arquitectónica que tuvo y albergó a los guardianes que lo construyeron del año 1569 a 1585, y que dentro de su estilo austero, se vivió una leyenda que ha trascendido a otras culturas "Todo terminó como El Rosario de Amozoc, a golpes y farolazos", frase que le ha dado fama a este lugar.
- Antiguo Curato.- Forma parte de la religiosidad y del siglo XVIII.

- Parroquia "Santa María de la Asunción".- Data de 1752 de estilo greco-romano tallada en cantera gris. El acceso se marca con arco de medio punto y jambas ornamentadas con molduras veneras, águilas e inscripciones en latín; a sus lados se hallan columnas tritostilas. La ventana coral adintelada y esviajada está flanqueada por pilastras estriadas de capitel jónico. El remate lo constituyen jarrones, pilastras y un frontón roto con escultura, complementa la fachada una torre con campanario. El interior tiene planta de cruz latina, cubierta con bóveda de lunetos y cúpula de gajos. Cuenta además con bautisterio y capillas laterales. En 1924 sufrió un incendio, por lo cual la decoración barroca fue sustituida por la neoclásica que actualmente contiene. En la Capilla del Sagrario se aprecia una colección de pinturas al óleo que representan la vida de Jesucristo; en otra capilla es interesante un retablo dorado de estilo barroco churrigueresco.

- Exhaciendas, casas y templos

El municipio cuenta además con varias ruinas de exhaciendas que datan del siglo XVII y numerosos templos y casas que datan de diferentes tiempos (del siglo XVII al XIX) sin embargo, no se han hechos estudios detallados de su historia y estilo arquitectónico debido en gran parte a la indiferencia tanto por parte de los gobernantes municipales como por el gobierno estatal y federal, lo que ha llevado a la desvalorización arquitectónica de dichas edificaciones.

## Personajes ilustres
- Alonso de la Mota y Escobar, 1546-1621
- Mariano Mota, republicano
- Miguel Francisco Jiménez, 1813-1876
- Antonio Asiaín, S. J., 1664-1731, escritor
- Ignacio Comonfort, 1812-1873, Presidente de la República
- Antonio de P. Moreno, 1848-1920, dramaturgo
- Enrique Sánchez Paredes, 1876-1923, teólogo
- José María Sánchez, 1890-1959, constitucionalista